# Effington Township
Effington Township ist eine Gemeinde im Otter Tail County, Minnesota, Vereinigte Staaten. Laut dem Ergebnis der Volkszählung 2020 hat die 1872 gegründete Kommune 237 Einwohner. Der Name der Kommune geht auf einen Vorschlag von Matthew Evans, einem der ersten Siedler, zurück, der ihn in einem Roman gelesen hatte.